# G0
G0 là một khái niệm do các nhà kinh tế học hiện đại đưa ra để chỉ về tình trạng không có một nước hay 1 nhóm nước nào có đủ lực bẩy về chính trị và kinh tế, hoặc có ý muốn thúc đẩy các nghị trình quốc tế.
Khái niệm này nổi lên theo sau những thất bại liên tiếp của G7 và G20 khiến nhiều nhà kinh tế cảm thấy thất vọng với vai trò dẫn dắt và định hướng kinh tế toàn cầu của chúng.

## G20 thay G7
Cho đến giữa những năm 1990, G7 vẫn là nơi bàn thảo các vấn đề quan trọng nhất của thế giới. Các thành viên của nhóm này chia sẻ những giá trị và niềm tin chung rằng dân chủ và chủ nghĩa tư bản thị trường là những hệ thống tốt nhất để xây dựng hòa bình và thịnh vượng. Năm 1997, nhóm G7 do Hoa Kỳ đứng đầu biến thành G8, sau khi các nhà chính trị châu Âu và Hoa Kỳ lôi Nga vào. Sự thay đổi đó không phản ảnh một sự chuyển biến trong cán cân quyền lực thế giới. Đó chỉ đơn giản là một nỗ lực bảo vệ nền dân chủ mới hình thành ở Nga để ngăn chặn nước này quay lại chế độ trước đó. Sự chuyển mình từ G7 lên G8 không đe dọa vị thế của các chính phủ đại diện hay tăng trưởng kinh tế.
Cuộc khủng hoảng tài chính vừa qua và sự tan chảy của thị trường toàn cầu khiến hệ thống toàn cầu chấn động mạnh hơn bất cứ thứ gì theo sau sự sụp đổ của Liên Xô. Hồi tháng 9-2008, những lo ngại rằng nền kinh tế toàn cầu đang đứng trên bờ vực thảm họa đã thúc đẩy sự thay đổi đột ngột từ G8 sang G20, một cơ chế bao gồm các nền kinh tế phát triển nhất thế giới và các nước thị trường mới nổi quan trọng nhất, vốn là thành viên của G77. Vì vậy, G20 từng được ví von là kết tinh của G7 và G77. Những kỳ họp đầu tiên của cơ chế mới G20 ở Washington vào tháng 11-2008 và ở London hồi tháng 4-2009 cho ra đời một thỏa thuận mở rộng hợp tác tiền tệ và tài chính, tăng ngân sách cho Quỹ Tiền tệ quốc tế (IMF) và đưa ra những luật mới cho các định chế tài chính.

### Không đồng cảnh ngộ
Có được những thành công đó chủ yếu vì tất cả các thành viên lúc đó cảm thấy có những mối đe dọa chung. Nhưng khi nền kinh tế phục hồi, và cảm giá bị khủng hoảng đe dọa dịu đi ở một số nước, ngày càng rõ rằng Trung Quốc và nhiều nền kinh tế khác bị thiệt hại ít hơn và có thể hồi phục nhanh hơn so với các nước giàu. Các ngân hàng ở Trung Quốc và Ấn Độ không đến nỗi lao đao như các ngân hàng ở Hoa Kỳ và châu Âu. Hơn nữa, dự trữ ngoại tệ của Trung Quốc đã bảo vệ chính phủ và hệ thống ngân hàng ở nước này khỏi sự hoảng loạn về thanh khoản như ở phương Tây. Khả năng chỉ đạo của Bắc Kinh trong chi tiêu cho các dự án hạ tầng đã nhanh chóng tạo ra công ăn việc làm, làm nhẹ đi những nỗi sợ hãi về suy giảm việc làm như tại Hoa Kỳ và châu Âu.
Khi Trung Quốc và các nước mới nổi khác tăng trưởng trở lại, sự hoang mang của phương Tây lại gia tăng. Tại Hoa Kỳ, tình trạng thất nghiệp cao kéo dài và những nỗi lo sợ suy thoái kép làm nổi lên xu hướng bất bình đối với chính phủ và gia tăng quyền lực cho đảng Cộng Hòa. Tình hình tương tự cũng xảy ra với chính phủ các nước công nghiệp khác. Chính phủ ở Đức và Pháp bị giảm tín nhiệm, trong khi chính phủ đương quyền ở Nhật Bản và Anh bị thua trong các cuộc tổng bầu cử. Khủng hoảng tài chính làm bùng phát làn sóng giận dữ của công chúng từ Hy Lạp đến Ireland và từ các nước vùng Baltic sang Tây Ban Nha. Trong khi đó, Brazil, Trung Quốc, Ấn Độ, Thổ Nhĩ Kỳ và các nước đang phát triển khác tiến lên phía trước giữa lúc thế giới phát triển bị mắc kẹt trong một quá trình hồi phục yếu ớt. Mỉa mai thay, nước đang phát triển duy nhất chứng kiến sự hồi phục uể oải là Nga, nước mới nổi đầu tiên được G7 mời gia nhập.

### Chia rẽ
Khi nhu cầu và mối quan tâm của nhóm các nước giàu và các nước mới nổi bắt đầu khác biệt, G20 và các định chế quốc tế khác mất dần sự nhiệt tình và gắn kết cần có để thiết lập được các thỏa thuận hợp tác và liên kết chính sách đa phương. Các chính trị gia ở những nước phương Tây bị chỉ trích đã thất bại trong việc đưa đất nước hồi phục nhanh chóng, đã tìm cách đổ lỗi cho nước ngoài, mà chủ yếu là các nước mới nổi.
Những căng thẳng chính trị giữa Hoa Kỳ và Trung Quốc gia tăng nhiều lần trong thời gian qua. Trung Quốc tiếp tục giả điếc trước những kêu gọi thả nổi đồng NDT từ Washington. Các nhà hoạch định chính sách ở Bắc Kinh một mực cho rằng họ phải bảo vệ sự phát triển và ổn định ở trong nước, trong khi các nhà làm luật ở Washington ngày càng nghiêm túc hơn khi nói về hành động chống lại các chính sách mậu dịch và tiền tệ của Trung Quốc, mà theo họ là không công bằng. Trong vòng 3 năm qua, có một sự gia tăng đột biến những vụ kiện tụng ở Tổ chức Thương mại thế giới (WTO), đặc biệt là các vụ kiện qua lại giữa Hoa Kỳ và Trung Quốc. G20 đã thay đổi từ một định chế quốc tế có chút ít hiệu quả thành một đấu trường sôi động cho các mâu thuẫn quốc gia.

## G20 "biến chất"
Khi cuộc khủng hoảng tài chính dần lùi vào dĩ vãng, G20 đang tiến tới đường cùng của việc có cũng được, không có cũng chẳng sao. Ngày càng có những bằng chứng cho thấy G20 đang ngày một chia rẽ do chính phủ nào cũng ưu tiên bảo vệ quyền lợi của nước họ, và chỉ xem những mục tiêu chung như hàng thứ cấp.

### Trò chơi tổng bất biến
Không có gì mới về tình trạng thiếu hợp tác và hục hặc ở G20. 4 thập kỷ sau Hiệp ước Không phổ biến vũ khí hạt nhân (NNT), các thế lực lớn vẫn không nhất trí làm thế nào để xây dựng và duy trì một cơ chế hiệu quả để có thể ngăn chặn việc phổ biết thứ vũ khí và kỹ thuật nguy hiểm nhất hành tinh này. Thực tế chính sách phòng vệ toàn cầu về cơ bản luôn giống như một trò chơi tổng bất biến (zero-sum), khi một nước hoặc một khối các nước tối đa hóa khả năng quốc phòng của họ thì đối phương của họ sẽ bị đe dọa về quân sự.
Thương mại quốc tế lại là một trò chơi khác. Tuy mậu dịch có thể mang lại lợi ích cho tất cả các bên nhưng những phân khúc về lợi ích kinh tế trước chấn động của cuộc khủng hoảng tài chính đã gây tổn hại sự hợp tác kinh tế toàn cầu. Trong quá khứ, kinh tế toàn cầu phụ thuộc vào một quốc gia mạnh nhất – Anh ở thế kỉ XVIII, XIX và Hoa Kỳ ở thế kỉ XX – để thiết lập một khung an ninh cần thiết cho thị trường tự do, mậu dịch tự do và lưu động vốn. Nhưng sự kết hợp giữa sự suy giảm vị thế quốc tế của Washington và những bất đồng chính sách sâu sắc đã tạo ra một lỗ hổng lãnh đạo quốc tế vào thời điểm hiện tại, khi điều đó là cần thiết.
Trong 20 năm vừa qua, cho dù mỗi nước có những vấn đề an ninh khác nhau, chính phủ các nước phát triển và đang phát triển chính trên thế giới vẫn có chung những mục tiêu kinh tế. Tăng trưởng của Trung Quốc và Ấn Độ cho phép người tiêu dùng phương Tây tiếp cận được với những thị trường tăng trưởng nhanh nhất thế giới và giúp các nhà hoạch định chính sách Hoa Kỳ cũng như châu Âu kiểm soát được lạm phát thông qua hoạt động nhập khẩu hàng hóa và dịch vụ rẻ hơn. Đổi lại, Hoa Kỳ, châu Âu và Nhật Bản giúp các nền kinh tế đang phát triển tạo ra công ăn việc làm bằng cách mua một lượng lớn hàng xuất khẩu của họ và duy trì sự ổn định chính trị quốc tế.
Nhưng trong 20 năm tới, các cuộc đàm phán về kinh tế và mậu dịch có thể sẽ mang tính cạnh tranh cao giống như những tranh cãi hiện nay xung quanh vấn đề không phổ biến vũ khí hạt nhân và thay đổi khí hậu. Các vòng đàm phán ở Doha gần như đã chết, và WTO không thể ngăn chặn xu hướng bảo hộ gia tăng cùng với sự chững lại của kinh tế toàn cầu. Những xung đột quanh tự do hóa mậu dịch gần đây đã chia rẽ Hoa Kỳ, EU, Brazil, Trung Quốc, Ấn Độ và những nền kinh tế mới nổi khác khi các chính phủ chỉ chăm chăm tìm cách bảo vệ chính thị trường lao động và các ngành công nghiệp trong nước họ, thường đi cùng với những biện pháp gây khó khăn cho các doanh nghiệp nước ngoài. Các nhà chức trách ở nhiều nước châu Âu phàn nàn rằng thuế doanh nghiệp ở Ireland quá thấp và vào năm ngoái đã thúc ép chính phủ nước này phải chấp nhận một chương trình ứng cứu cần nhưng không muốn. Các cử tri ở Đức đang càu nhàu về việc chính phủ của họ cứ đi ứng cứu hết nước này tới nước khác ở châu Âu, hay công dân tại các nước Nam Âu chỉ trích chính phủ vì không tiếp tục chi tiêu bình thường cho các dịch vụ công cộng và an sinh xã hội.

### Đấu đá
Trước khi cuộc họp thượng đỉnh G20 diễn ra ở Seoul hồi tháng 11 năm 2010, các nhà chức trách Ấn Độ và Brazil hùa với những người đồng nhiệm ở Hoa Kỳ và châu Âu lên án Trung Quốc thao túng giá trị đồng NDT. Nhưng khi Hoa Kỳ đưa vấn đề ra trước hội nghị, Bộ trưởng Tài chính Brazil lại lên án Hoa Kỳ đã dùng biện pháp "nới lỏng định lượng" (bơm tiền) quá nhiều, và Ngoại trưởng Đức chỉ trích chính sách của Hoa Kỳ là "ngờ nghệch". Những bất đồng khác bao gồm tranh cãi xung quanh các khoản trợ cấp cho nông dân ở Hoa Kỳ và châu Âu, việc bảo vệ quyền sở hữu trí tuệ, và thuế chống phá giá,... Quan ngại xung quanh các quỹ đầu tư quốc gia đã giới hạn khả năng nắm những vị trí kiểm soát của các quỹ này trong những công ty phương Tây, mà đa phần ở Hoa Kỳ. Và cuộc chạy đua của Trung Quốc trong việc tìm kiếm nguồn tài nguyên thiên nhiên dài hạn ở nước ngoài như châu Phi, Mỹ Latin và nhiều nơi khác ở thế giới mới nổi càng làm gia tăng mâu thuẫn giữa nước này với Hoa Kỳ.
Chủ nghĩa bảo hộ tài chính và tài sản cũng đang gia tăng. Một công ty dầu mỏ thuộc sở hữu của nhà nước Trung Quốc đã cố mua lại công ty năng lượng Hoa Kỳ Unocal năm 2005, và 1 năm sau, tập đoàn quốc doanh Dubai Ports World cố mua lại một công ty có thể cho họ hoạt động ở một số cảng biển Hoa Kỳ. Những vụ mua lại này đều khiến các nhà chính trị ở Washington khó chịu. Điều đó đơn giản vì các công ty Hoa Kỳ từng vấp phải những hoạt động giới hạn đầu tư tương tự tại châu Âu và châu Á. Trong thực tế, hầu như không có định nghĩa quốc tế cụ thể cho những thứ gọi là "hạ tầng thiết yếu" – những loại tài sản mà các chính phủ thường ngăn chặn đầu tư từ bên ngoài – và đây sẽ là một vấn đề chính trị không thể gỡ bỏ thành công trong một tương lai gần.
Vấn đề nảy sinh nhiều mâu thuẫn quốc tế nhất là việc làm thế nào để bảo đảm một sự tan chảy kinh tế toàn cầu không bao giờ xảy ra nữa. Sự ổn định tài chính và tiền tệ trong tương lai đòi hỏi một sự hợp tác lớn hơn nhiều đối với vấn đề luật định và kiểm soát hệ thống tài chính. Cuối cùng, có lẽ cần đến một cơ quan siêu giám sát toàn cầu. Nhưng vẫn còn những bất đồng sâu sắc xung quanh các vấn đề này. Chính phủ nhiều nước đang phát triển sợ rằng thiết lập một khung luật định quốc tế khắt khe hơn đối với các công ty tài chính sẽ khiến họ dính chặt hơn với hệ thống tài chính của các nền kinh tế phương Tây mà họ tin rằng đã tạo ra cuộc khủng hoảng hiện tại. Giữa các nền kinh tế phát triển cũng có những bất đồng lớn về việc làm sao cải tổ hệ thống luật định và giám sát các định chế tài chính.

## Tiến đến G0
Cùng với xu hướng mất dần sự đồng thuận cần có để giải quyết các vấn đề toàn cầu ở G20, vấn đề đặt ra là một khi G20 không còn đủ mạnh để nắm vai trò dẫn dắt các nghị trình quốc tế, nước nào và cơ chế nào có thể thay thế?

### Không cóG2
Cùng với sự lớn mạnh nhanh chóng của thế lực kinh tế Trung Quốc, một số nhà quan sát cho rằng có lẽ cơ chế G20 một lần nữa sẽ tinh lọc để còn lại G2, chỉ gồm 1 nước phát triển mạnh nhất là Hoa Kỳ, và nước đang phát triển quyền lực nhất là Trung Quốc.
Từ năm 1945-1990, sự cân bằng quyền lực toàn cầu được định nghĩa chủ yếu từ khả năng quân sự. Chính nhờ vậy khối Xô Viết mới có thể được xem là 1 cực khác trong thế giới lưỡng cực, với cực kia là Hoa Kỳ và các nước Tây Âu. Ngày nay, chính vai trò kinh tế của Trung Quốc và các thế lực mới nổi khác khiến họ thành lựa chọn sống còn cho tương lai phương Tây. Để bảo vệ "an ninh chung", Hoa Kỳ và các nước Tây Âu đã thiết lập khối NATO. Nhưng khi cuộc khủng hoảng ở khu vực đồng EUR ngày một lộ rõ, nó cho thấy không có "an ninh kinh tế chung" trong một nền kinh tế toàn cầu. Chính vì vậy thời gian qua người ta nói nhiều đến khả năng tan rã của khu vực kinh tế chung EUR. Không chỉ ở châu Âu, những nhà hoạch định chính sách dù ở một nền dân chủ thị trường như Hoa Kỳ hay một nước kiểm soát tư bản như Trung Quốc đều phải ưu tiên hàng đầu cho tăng trưởng và việc làm trong nước. Những tham vọng ổn định và phát triển kinh tế toàn cầu chỉ ở hàng thứ cấp.
Vì vậy, sẽ không bao giờ còn thế giới nơi Washington đảm đương tất cả, cũng như sẽ không có thế giới nơi Bắc Kinh gánh vác hết, vì tư bản ở Trung Quốc được thiết lập để đáp ứng những nhu cầu riêng biệt của Trung Quốc. Thế giới G2 bị cho là rất xa vời vì Hoa Kỳ đang mất dần nguồn lực để tiếp tục đóng vai trò nhà cung cấp hàng hóa chính của thế giới, trong khi Trung Quốc vẫn lo chú trọng đến việc phát triển đất nước hơn là chìa vai chia sẻ những gánh nặng mới đến từ bên ngoài. Thay vào đó, vì mỗi chính phủ phải làm việc để xây dựng an ninh và phồn thịnh cho riêng mình để đáp ứng các vấn đề kinh tế, chính trị, văn hóa, lịch sử của riêng họ trong một hệ thống riêng biệt ở mỗi nước. Đó là lý do vì sao dù G20 nỗ lực "tránh sai lầm của quá khứ", tình trạng bảo hộ vẫn ngày càng phát triển.

### Nguy cơ G0
Tình trạng mất cân bằng mậu dịch toàn cầu vẫn lớn và ngày càng lớn hơn, tăng nguy cơ xảy ra những cuộc chiến tranh tiền tệ – không chỉ giữa Hoa Kỳ và Trung Quốc mà còn giữa các nền kinh tế mới nổi với nhau. Những bất đồng này thật ra không có gì mới, nhưng tình trạng mong manh của nền kinh tế toàn cầu hiện nay khiến việc giải quyết chúng thêm khẩn thiết, và lỗ hổng ở vị trí lãnh đạo toàn cầu sẽ khiến giải pháp cho những vấn đề này rất khó giải quyết.
Theo sau những cuộc khủng hoảng trước ở các thị trường mới nổi, như cuộc khủng hoảng tài chính Đông Á năm 1997, các nhà hoặc định chính sách của những nền kinh tế này kiên quyết giữ giá nội tệ của họ ở mức thấp, trong khi tăng thặng dư tài khoản vãng lai, và tự bảo vệ chống lại nguy cơ mất thanh khoản bằng cách tích trữ lượng tài khoản vãng lai ngoại tệ khổng lồ, hay tăng cường dự trữ ngoại hối. Chiến lược này phát triển một phần vì những nghi ngờ rằng Quỹ Tiền tệ quốc tế (IMF) có thể hành động như nhà cho vay cuối cùng. Những nước bị thâm hụt mậu dịch, như Hoa Kỳ, ngày càng thâm hụt nặng từ quan hệ mậu dịch với các nền kinh tế nơi đồng nội tệ bị kiềm giá. Trong khi đó, các nền kinh tế mới nổi chỉ trích chính sách tài chính và tình trạng thâm hụt tài khoản vãng lai của Hoa Kỳ có thể làm sụp đổ đồng USD, ngay cả khi những thâm hụt này giúp làm nên những tài sản trong dự trữ quốc gia của các nước đó.
Trong khi đó, những tranh cãi về những đồng tiền thay thế USD, bao gồm việc gia tăng vai trò cho Quyền Rút vốn đặc biệt (SDR) như Trung Quốc đề xuất đã chẳng đi đến đâu, chủ yếu vì Washington không muốn có bất kỳ động thái nào đào mồ cho vai trò trung tâm của đồng USD xưa nay. Khả năng đồng NDT của Trung Quốc sớm thay thế USD như một loại tiền dự trữ mới cũng khó xảy ra, vì nếu như vậy, Bắc Kinh sẽ phải để NDT lên xuống tự do, giảm khả năng kiểm soát dòng vốn vào ra, tự do hóa thị trường vốn trong nước và tạo ra các thị trường nợ bằng NDT. Đó là một tiến trình dài hơi nhưng có thể mang lại nhiều rủi ro trước mắt cho sự ổn định kinh tế và chính trị ở Trung Quốc.
Ngoài ra, các nhà sản xuất năng lượng chống lại những chính sách nhắm đến việc ổn định giá thông qua việc linh hoạt hóa nguồn cung. Trong khi đó, các nhà xuất khẩu năng lượng ròng, đặc biệt Nga, tiếp tục lấy việc ngừng cung cấp khí đốt như một vũ khí chính trị chính để chống lại các nước lân cận. Phần mình, các nhà tiêu thụ năng lượng ròng đưa ra những chính sách chống lại, như thuế khí thải, để giảm sự phụ thuộc đối với năng lượng hóa thạch. Những căng thẳng tương tự nảy sinh từ sự leo thang giá cả lương thực và các loại hàng hóa khác.
Xung đột quanh những vấn đề này nảy sinh giữa lúc những lo ngại kinh tế lên cao và không một nước hoặc một khối các nước đơn lẻ nào có thể đứng lên lãnh đạo thế giới giải quyết chúng. Vì vậy, có thể nói chúng ta đang sống trong 1 thế giới G0, nơi tất cả sự hợp tác quốc tế chỉ là sáo rỗng, và mỗi nước chỉ có 1 mục đích tối thượng là mưu cầu lợi ích cho riêng quốc gia họ.